# Serie B 1995/1996
Soutěžní ročník Serie B 1995/96 byl 64. ročník druhé nejvyšší italské fotbalové ligy. Soutěž začala 27. srpna 1995 a skončila 9. června 1996. Účastnilo se jí 20 týmů, z toho se 12 kvalifikovalo z minulého ročníku, 4 ze Serie A a 4 ze třetí ligy. Nováčci ze třetí ligy jsou: Bologna FC 1909, Reggina Calcio, US Avellino, AC Pistoiese.

## Tabulka
| Poř. | Tým                  | Z  | V  | R  | P  | VG | OG | B  |
| ---- | -------------------- | -- | -- | -- | -- | -- | -- | -- |
| 1.   | Bologna FC 1909      | 38 | 16 | 17 | 5  | 42 | 23 | 65 |
| 2.   | Hellas Verona FC     | 38 | 17 | 12 | 9  | 50 | 33 | 63 |
| 3.   | AC Perugia           | 38 | 16 | 13 | 9  | 52 | 42 | 61 |
| 4.   | AC Reggiana          | 38 | 16 | 13 | 9  | 42 | 32 | 61 |
| 5.   | Salernitana Sport    | 38 | 15 | 13 | 10 | 46 | 32 | 58 |
| 6.   | AS Lucchese Libertas | 38 | 13 | 15 | 10 | 45 | 43 | 54 |
| 7.   | Janov 1893           | 38 | 14 | 10 | 14 | 56 | 52 | 52 |
| 8.   | US Palermo           | 38 | 12 | 16 | 10 | 36 | 35 | 52 |
| 9.   | Pescara Calcio       | 38 | 13 | 11 | 14 | 47 | 50 | 50 |
| 10.  | AC Cesena            | 38 | 13 | 10 | 15 | 50 | 49 | 49 |
| 11.  | Cosenza Calcio 1914  | 38 | 11 | 15 | 12 | 47 | 51 | 48 |
| 12.  | AC Venezia           | 38 | 11 | 15 | 12 | 34 | 39 | 48 |
| 13.  | Foggia Calcio        | 38 | 13 | 9  | 16 | 31 | 50 | 48 |
| 14.  | AC ChievoVerona      | 38 | 9  | 20 | 9  | 37 | 30 | 47 |
| 15.  | Reggina Calcio       | 38 | 11 | 14 | 13 | 38 | 46 | 47 |
| 16.  | Brescia Calcio       | 38 | 12 | 10 | 16 | 48 | 49 | 46 |
| 17.  | AS Fidelis Andria    | 38 | 10 | 15 | 13 | 42 | 45 | 45 |
| 18.  | US Avellino          | 38 | 11 | 10 | 17 | 39 | 54 | 43 |
| 19.  | AC Ancona            | 38 | 11 | 9  | 18 | 42 | 51 | 42 |
| 20.  | AC Pistoiese         | 38 | 7  | 11 | 20 | 35 | 53 | 32 |

Poznámky
- Z = Odehrané zápasy; V = Vítězství; R = Remízy; P = Prohry; VG = Vstřelené góly; OG = Obdržené góly; B = Body
- za výhru 3 body, za remízu 1 bod, za prohru 0 bodů.

|  | Postup do Serie A 1996/97  |
|  | Sestup do Serie C1 1996/97 |

## Střelecká listina
| P.  | Nár    | Hráč                | Tým                  | Branky |
| --- | ------ | ------------------- | -------------------- | ------ |
| 1.  | Itálie | Dario Hübner        | AC Cesena            | 23     |
| 2.  | Itálie | Vincenzo Montella   | Janov 1893           | 21     |
| 3.  | Itálie | Edoardo Artistico   | AC Ancona            | 20     |
| 4.  | Itálie | Pasquale Luiso      | US Avellino          | 19     |
| 5.  | Itálie | Alfredo Aglietti    | Reggina Calcio       | 18     |
| 5.  | Itálie | Marco Negri         | AC Perugia           | 18     |
| 7.  | Itálie | Maurizio Neri       | Brescia Calcio       | 15     |
| 7.  | Itálie | Cristiano Lucarelli | Cosenza Calcio 1914  | 15     |
| 7.  | Itálie | Massimo Rastelli    | AS Lucchese Libertas | 15     |
| 10. | Itálie | Antonio De Vitis    | Hellas Verona FC     | 13     |